# 1982年大西洋飓风季时间轴

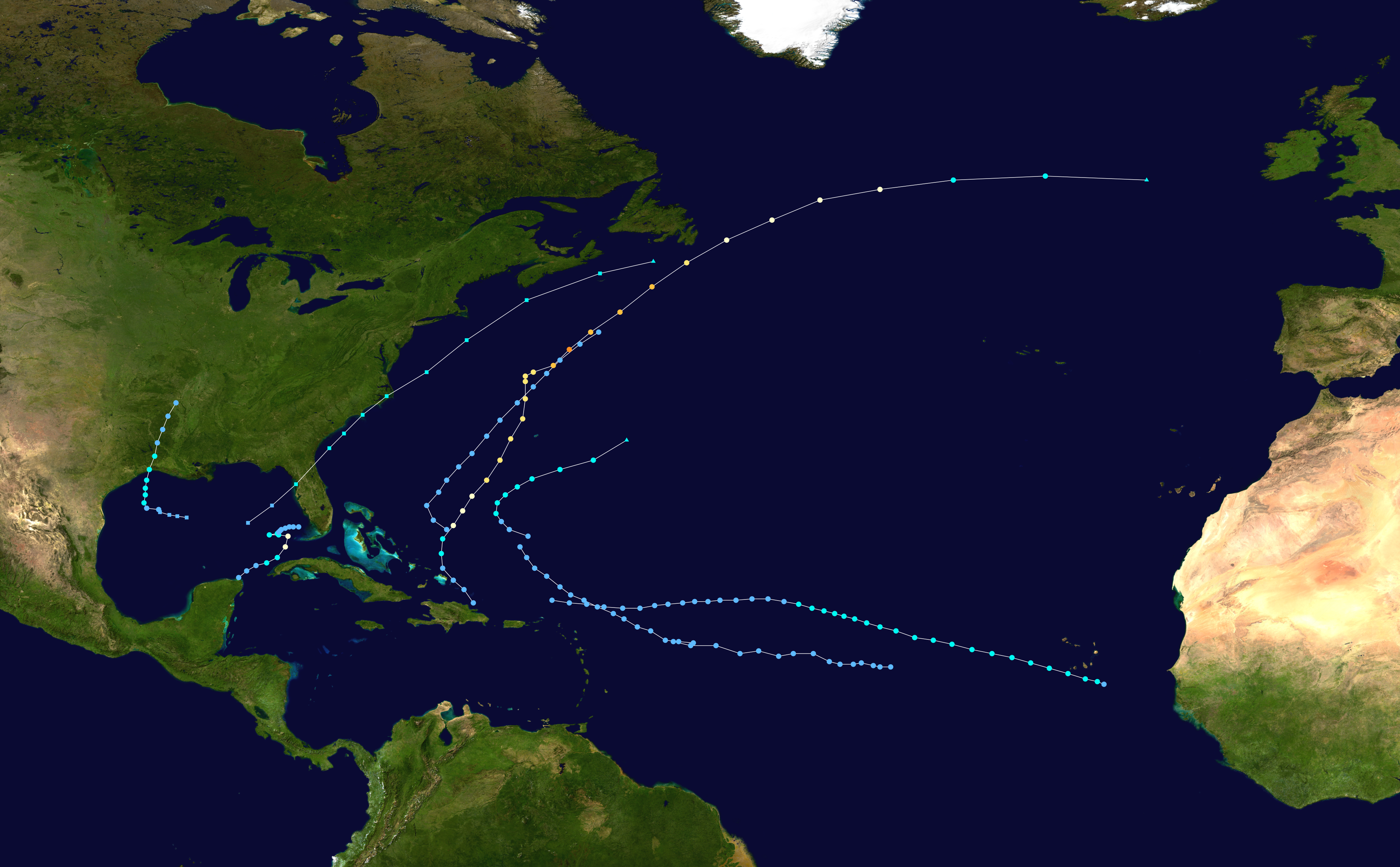
1982年大西洋飓风季所有风暴的路径图

1982年大西洋飓风季是一次活跃度很低的大西洋飓风季，一共只形成了5场获得命名的热带气旋。飓风季从1982年6月1日正式开始，同年11月30日结束，传统上这样的日期界定了一年中绝大多数热带气旋在大西洋盆地形成和发展的时间段。不过从1982年的实际情况看，大部分热带天气活动都局限在9月份。1982年大西洋飓风季时间轴中记录了全年大西洋所有热带或亚热带气旋形成、增强、减弱、登陆、转变成温带气旋以及消散的具体信息。还包括实际操作中没有发布的信息，如美国国家飓风中心在风暴过后进行的回顾。包括最大持续风速、位置、距离在内的所有数字都是经四舍五入换算成整数。
全季一共形成了8个热带低气压，其中5个获得命名，2场达到飓风强度，1场成为大型飓风。飓风阿尔贝托在墨西哥湾达到飓风强度，但最终并没有登陆，截至2025年，这种在墨西哥湾成为飓风却没有登陆的情况只发生过4次。另外3场飓风分别是1969年的飓风劳瑞，1979年的飓风亨利和1980年的飓风珍妮。但是，阿尔贝托产生的暴雨引发严重洪灾，夺走了古巴23条人命。飓风黛比是本季仅有的大型飓风，在大西洋开发海域上空达到四级飓风强度标准。热带风暴埃内斯托是本季最后一场风暴，于10月2日达到最高强度，略低于飓风标准，然后在次日消散，这时距飓风季正式结束还有58天时间。

## 风暴时间轴

### 6月
6月1日
1982年大西洋飓风季正式开始。
6月2日

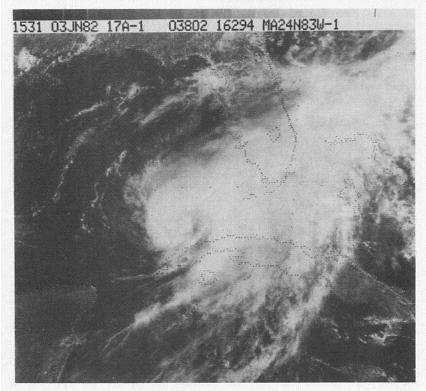
正处最高强度的飓风阿尔贝托

- 协调世界时下午18点：第一号热带低气压在墨西哥坎昆东北偏北方向约120公里海域形成。

6月3日
- 早上6点：第一号热带低气压增强成热带风暴并获名“阿尔贝托”（Alberto）。
- 下午18点：热带风暴阿尔贝托成为本季首场飓风。

6月4日
- 早上6点：飓风阿尔贝托减弱成热带风暴。

6月5日
- 凌晨0点：热带风暴阿尔贝托弱化成热带低气压。

6月6日
- 中午12点：热带低气压阿尔贝托退化成热带扰动并在不久后消散。

6月18日
- 凌晨0点：第一号亚热带低气压在佛罗里达州开普科勒尔西南偏西方向约450公里洋面发展形成。
- 中午12点：第一号亚热带低气压增强成亚热带风暴，并在几乎同一时间以风力时速75公里强度从佛罗里达州赫尔南多县斯普林希尔（Spring Hill）附近登陆。

6月19日
- 中午12点：第一号亚热带风暴以风速每小时110公里强度登陆北卡罗来纳州外滩群岛。

6月20日
- 下午18点：第一号亚热带风暴在纽芬兰岛以南近海转变成温带气旋。

### 7月
整个7月都没有热带气旋在大西洋盆地发展和形成。

### 8月
8月28日

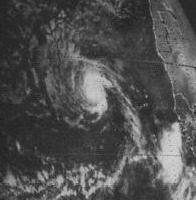
8月30日的热带风暴贝里尔

- 中午12点：第二号热带低气压在培亚东南方向约195公里海域形成。
- 下午18点：第二号热带低气压升级成热带风暴并获名“贝里尔”（Beryl）。

8月29日
- 早上6点：热带风暴贝里尔以风力时速75公里强度从布拉瓦岛以南约65公里洋面掠过，这也是气旋距佛得角群岛最近的一次。

### 9月
9月2日
- 下午18点：热带风暴贝里尔降级成热带低气压。

9月6日
- 凌晨0点：第三号热带低气压在瓜德罗普以东约900公里海域发展形成。
- 下午18点：热带低气压贝里尔在开放水域上空消散。

9月9日

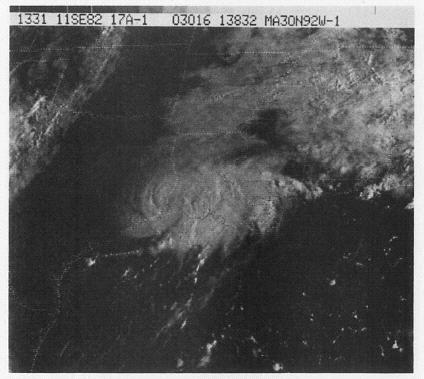
9月11日正在登陆的热带风暴克里斯

- 凌晨0点：第二号亚热带低气压在路易斯安那州新奥尔良东南偏东方向约425公里洋面形成。
- 中午12点：第三号热带低气压在开放水域上空消散。

9月10日
- 凌晨0点：第二号亚热带低气压转变成热带低气压，但并未因此获得编号。
- 中午12点：之前亚热带低气压转变成的热带低气压强化成热带风暴并获命名为“克里斯”（Chris）。

9月11日
- 中午12点：热带风暴克里斯以每小时100公里风速从德克萨斯州杰佛逊县萨宾帕斯（Sabine Pass）附近登陆。

9月12日
- 凌晨0点：热带风暴克里斯弱化成热带低气压。

9月13日
- 凌晨0点：热带低气压克里斯在阿肯色州上空消散。
- 中午12点：第五号热带低气压在多明尼加聖多明哥东北偏北方向约150公里海域发展形成。

9月14日
- 中午12点：第五号热带低气压升级成热带风暴并获名“黛比”（Debby）。

9月15日
- 凌晨0点：热带风暴黛比达到飓风标准。
- 下午18点：飓风黛比强化成二级飓风。

9月16日
- 准确时间未知：第六号热带低气压在佛得角群岛以西约1400公里洋面形成。

9月17日

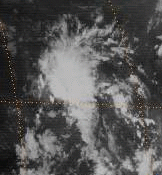
9月17日的第六号热带低气压

- 下午18点：飓风黛比成为本季唯一一场大型飓风。

9月18日
- 凌晨0点：飓风黛比达到四级飓风强度。
- 早上6点：飓风黛比的强度回落到三级飓风标准。

9月19日：
- 凌晨0点：飓风黛比减弱成二级飓风，并以风力时速165公里强度在距纽芬兰岛东南部海岸不到150公里海域掠过，这也是系统距离陆地最近的一次。
- 早上6点：飓风黛比弱化成一级飓风。

9月20日
- 早上6点：飓风黛比降级成热带风暴。
- 下午18点：热带风暴黛比在开放水域上空转变成温带气旋。
- 准确时间未知：第六号热带低气压在背风群岛以东约1210公里洋面消散。

9月24日
- 凌晨0点：第七号热带低气压在巴拿马拿骚以西约590公里海域形成。

9月27日

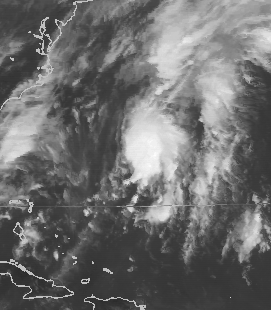
9月25日的第七号热带低气压

- 中午12点：第七号热带低气压在开放水域上空消散。

9月30日
- 中午12点：第八号热带低气压在特克斯和凯科斯群岛东北方向约720公里洋面形成。

### 10月
10月1日
- 早上6点：第八号热带低气压达到热带风暴强度并获名“埃内斯托”（Ernesto）。

10月3日
- 凌晨0点：热带风暴埃内斯托转变成温带气旋。

### 11月
整个11月都没有热带气旋在大西洋盆地发展和形成。
11月30日
1982年大西洋飓风季正式结束。

## 解释说明
1. ↑  大型飓风指最大持续风速达到每小时至少179公里的热带气旋，在萨菲尔-辛普森飓风等级中可以达到三级或以上[3]。